# ماریو و سونیک در زمستانی المپیک سوچی ۲۰۱۴
ماریو و سونیک در بازی‌های زمستانی المپیک سوچی ۲۰۱۴ (به انگلیسی: Mario & Sonic at the Sochi 2014 Olympic Winter Games) بازی ویدئویی جمعی/کراس‌اوور محصول سال ۲۰۱۳ برای وی یو می‌باشد.